# Karl-Heinz Ferschl
Karl-Heinz Ferschl (* 7. Juli 1944 in Nürnberg; † 30. Mai 2023) war ein deutscher Fußballspieler. Der Mittelfeld- und Abwehrspieler absolvierte bei den Vereinen 1. FC Nürnberg und Hertha BSC von 1963 bis 1972 insgesamt 235 Spiele (6 Tore) in der Fußball-Bundesliga. Mit dem „Club“ gewann er 1968 die deutsche Meisterschaft.

## Laufbahn

### 1. FC Nürnberg
Seine Fußballkarriere begann der gelernte Schlosser bei der DJK Süd Nürnberg, wechselte jedoch bereits als Jugendlicher zum 1. FC Nürnberg. 1961 erhielt er einen Vertrag als Spieler für die 1. Mannschaft. Er debütierte jedoch erst in der Saison 1962/63 in der Oberliga Süd und kam dort zu fünf Einsätzen. Ferschl war auch in keinem der Spiele des Clubs auf dem Weg zum Pokalsieg von 1962 dabei. Der universell in der Defensive einsetzbare Spieler debütierte am 3. Februar 1963 ausgerechnet beim Auswärtsspiel im Derby gegen die SpVgg. Fürth in der Oberliga Süd. Beim 5:3-Erfolg bildete er mit Horst Leupold das Verteidigerpaar der Mannschaft von Trainer Herbert Widmayer. Es folgten in Reihenfolge die Einsätze gegen Ulm 1846 (1:2), Schwaben Augsburg (3:2), SSV Reutlingen (2:0) und der fünfte und letzte Rundeneinsatz am 10. März 1963 bei einer 1:3-Heimniederlage gegen Eintracht Frankfurt. Da verteidigte Ferschl vor 30.000 Zuschauern an der Seite von Helmut Hilpert. Ab der Saison 1963/64 ging es in der Fußball-Bundesliga weiter. Dort bestritt er als Abwehrspieler vom ersten Tag an – am 24. August 1963 bei einem Auswärtsremis von 1:1 bei Hertha BSC als linker Verteidiger – bis 1968 insgesamt 115 Bundesligapartien (5 Tore) für den Club. Zum richtigen Stammspieler avancierte er jedoch erst in der Saison 1967/68, als er mit dem 1. FC Nürnberg die deutsche Meisterschaft errang und dabei unter Trainer Max Merkel in 32 Ligaspielen vier Tore erzielt hatte. Der zuverlässige Mannschaftsspieler hatte aber bereits in der schwierigen Runde 1966/67, der „Club“ benötigte mit Jenö Csaknady, Jenő Vincze und Max Merkel drei Trainer um den 10. Tabellenplatz zu erreichen, mit 25 Ligaeinsätzen (1 Tor) zu den Leistungsträgern gezählt. In der unter Merkel verstärkten Defensive organisierte zumeist Abwehrchef Ferdinand Wenauer, „Nandl“ wurde von Fritz Popp, Horst Leupold und Helmut Hilpert auf den Außenverteidigerposten unterstützt, während Ludwig Müller und Ferschl die Sonderaufgaben vor Ausputzer Wenauer übernahmen.
Als Nürnberg 1968 die Bundesligameisterschaft gewann, kam Ferschl in 32 Spielen zum Einsatz und erzielte vier Tore. In der Bundesliga Chronik wird in der Rundenbilanz notiert: „Libero Wenauer spielte eine überragende Saison, unterstützt von den eisenharten Manndeckern Ludwig Müller und Ferschl als zentrale Abräumer.“ Mit 47:21 Punkten und 71:37 Toren gelang dem „Club“ der nicht erwartete Meisterschaftserfolg. In den Heimspielen hatte der neue Meister mit 46:17 Toren 28:6 Punkte erreicht und nach der Hinrunde mit 27:7 Punkten mit sieben Punkten Vorsprung die Tabelle angeführt.
Da er in Nürnberg nie die volle Wertschätzung genoss, hatte er sich noch im Laufe der Meistersaison auf die Transferliste setzen lassen. Nach Verhandlungen zunächst mit dem VfB Stuttgart wechselte er schließlich gemeinsam mit Franz Brungs, der 25 Tore zur Meisterschaft beigetragen hatte, nach Berlin zu Hertha BSC. Diese Abgänge konnte der Meister nicht verkraften und stieg 1969 sensationell ab.

### Hertha BSC
Beim Bundesligarückkehrer Hertha BSC verstärkte man sich vor Rundenbeginn 1968/69 unter anderen mit den drei Nürnberger Spielern Franz Brungs, Tasso Wild und Ferschl. Aber auch Torhüter Gernot Fraydl, Hermann Bredenfeld, Ivan Šangulin, Jürgen Weber und das Berliner Flügelstürmertalent Arno Steffenhagen debütierten bei Hertha unter Trainer Helmut Kronsbein in der Bundesliga. Bei Hertha stand Ferschl zunächst im Mittelfeld, wurde ab seiner zweiten Spielzeit wieder in die Abwehr zurückgezogen. Die Berliner eröffneten die Runde am 17. August 1968 mit einer 0:2-Auswärtsniederlage bei Eintracht Frankfurt. Mit Werner Ipta und Rudolf Kröner bildete Ferschl dabei das Hertha-Mittelfeld. Er lief in 32 Ligaspielen auf und der Bundesligarückkehrer belegte mit 32:36 Punkten den 14. Rang. In den folgenden zwei Runden, 1969/70 und 1970/71, rückte Hertha in das vordere Tabellenfeld und belegte jeweils hinter Borussia Mönchengladbach und dem FC Bayern München den 3. Rang. Spielstarke und torgefährliche Neuzugänge wie Lorenz Horr und Wolfgang Gayer verstärkten die Offensive, wie das auch in der Defensive durch Bernd Patzke gelang. Ferschl gehörte mit 58 Ligaeinsätzen auch in der zweiten und dritten Runde der Stammformation der Hertha an. Von 1968 bis 1972 kam er zu 120 Bundesligaspielen (1 Tor) für die Berliner, versäumte nur 16 Partien und stand fast immer in der Startelf.

### Bundesligaskandal
Aufgrund seiner Verwicklung in den Bundesliga-Skandal sperrte ihn der Deutsche Fußball-Bund vom 21. Juni 1972 bis 20. Juni 1974, zudem musste er 15.000 D-Mark Geldbuße zahlen. Trotz seiner Begnadigung am 26. November 1973 war seine Karriere damit beendet.

## Spätere Berufstätigkeit
Ferschl betrieb nach dem Ende seiner Karriere als Fußballprofi eine Toto-Lotto-Annahmestelle in Schwaig.

## Privates
Im Alter von 78 Jahren verstarb Ferschl in seiner fränkischen Heimat.